# Trichopilia oicophylax
Trichopilia oicophylax là một loài thực vật có hoa trong họ Lan. Loài này được Rchb. f. miêu tả khoa học đầu tiên năm 1856.